# Большова, Анна Леонидовна
А́нна Леони́довна Большо́ва (род. 26 января 1976, Москва) — российская актриса театра, кино и дубляжа.  Почётный деятель искусств Москвы (2014). Заслуженная артистка Российской Федерации (2017).

## Биография
Родилась 26 января 1976 года в Москве в семье учёного-физика Леонида Александровича Большова (род. 23 июля 1946 года), ныне академик РАН, директор Института проблем безопасного развития атомной энергетики (лауреат Государственной премии СССР по науке и технике 1988 года, награждён орденом Мужества за участие в ликвидации последствий Чернобыльской аварии в 1997 году и орденом Почёта в 2006 году), и Натальи Михайловны Большовой (род. 1946).
Её бабушка по материнской линии была примой провинциальных театров. Она играла трагических героинь — Марию Стюарт, Катерину; одно время работала с отцом Лии Ахеджаковой, который был режиссёром в Майкопе. Прабабушка по отцовской линии была известным педиатром. Прадед был священником, пел в церковном хоре.
С детства занималась горными лыжами, английским, рисованием, пением, сольфеджио.
Когда училась в седьмом классе, образовался театральный лицей «Арлекин». Она поступила, год отучилась. Тогда же в ГИТИСе объявили набор в колледж на экспериментальный курс при режиссёрском факультете. Училась по интегрированной программе — образовательные и специальные предметы.
В 1995 году окончила Российскую академию театрального искусства (курс Б. Г. Голубовского) и была приглашёна в театр имени Гоголя, где играла в спектаклях «Комедия о Фроле Скобееве» (Варя), «Верная жена» (Мари Луиз) и др.
В 1998 году приглашена в «Ленком» на роль Панночки в спектакле «Мистификация», затем играет в спектакле «Королевские игры» (Анна Болейн), а также знаменитом спектакле «Юнона и Авось» (Кончита). Играет в спектаклях «Укрощение укротителей» (Мария), «Тартюф» (Эльмира), «Город миллионеров» (Диана), «Дона Флор» (Селия) и других.
В кино дебютировала в сериале «С новым счастьем!». Роль Наташи в сериале «Остановка по требованию» принесла ей такую известность, что Анну стали узнавать на улицах. Играла главную роль в сериалах и фильмах «Сваха», «Ермоловы», «Мой личный враг», «Казароза», «Любовь и страхи Марии» и др.
Участвовала в проекте Первого канала «Звёзды на льду» в паре с фигуристом Алексеем Тихоновым. В 2009 году приняла участие в аналогичном шоу «Ледниковый период» в паре с Повиласом Ванагасом. Пара заняла третье место. В конце января 2014 года стала победителем конкурса пародистов «Повтори!» на Первом канале. С 2014 года — член жюри проекта «Точь-в-точь».
В 2016 году стала одной из участниц проекта «КиношоУ» на канале НТВ.
По данным некоторых СМИ, является последовательницей тоталитарной секты «Долина солнца». Сама же Анна отрицает своё участие в секте.

## Общественная позиция
Анна Большова поддержала военное вторжение России на Украину. Посетила, с концертом, Центральный Военно-клинический госпиталь имени А. А. Вишневского, где лечатся участники военного вторжения на Украину .

## Происшествия
14 октября 2022 года в 22:25, находясь за рулём автомобиля марки Audi Q3, сбила насмерть женщину 1991 года рождения на просёлочной дороге в деревне Грачевка Жуковского района Калужской области. Со слов актрисы директор театра «Ленком» Марк Варшавер заявил, что погибшая была пьяна и сама бросилась под колёса. По факту ДТП было возбуждено уголовное дело. 15 февраля 2023 года все обвинения с актрисы были сняты.

## Семья
Отец — Леонид Александрович Большов (род. 23 июля 1946 года), учёный-физик, академик РАН, директор Института проблем безопасного развития атомной энергетики.
Мать — Наталья Михайловна Большова (род. 1946)
Сестра — Александра Леонидовна (род. 1971) — учитель музыки в школе, у неё есть сын Пётр (род. 1994) — племянник Анны.
Мачеха — Анна (Асмито) Евгеньевна Большова (Канаева). Отец и мачеха поженились летом 2000 года.
Единокровный брат — Давид Леонидович Большов (род. в августе 2000)
Первый муж — Антон Канаев (род. 1982), сводный брат, сын Анны Евгеньевны Большовой (Канаевой), второй жены её отца. Брак продлился 4 года.
Второй муж — Александр Александрович Макаренко (род. 1978), художник, с 2006 г. член Международного Художественного фонда. Официально разведены.
- Сын — Даниил Александрович Макаренко (род. в августе 2008)[15][16].

## Творчество

### Роли в театре
- Театр имени Гоголя
  - «Комедия о Фроле Скобееве» — Варя
  - «Верная жена» Сомерсета Моэма — Мари Луиз
- Театр «Ленком»
  - «Мистификация» — Панночка
  - рок-опера «Юнона и Авось» — Кончита
  - «Королевские игры» Григория Горина — Анна Болейн[17]
  - «Укрощение укротителей» — Мария
  - «Тартюф» — Эльмира
  - «Пролетая над гнездом кукушки (Затмение)» Кена Кизи — Кэнди[18]
  - «Город миллионеров» Эдуардо Де Филиппо — Диана[19]
  - «Испанские безумства» Лопе де Веги — Флорела[20]
  - «Дона Флор и два её мужа» — Селия[21]
- Театр имени Е. Б. Вахтангова
  - «Замок» — Элеонора
- Театр Антона Чехова
  - «Крутые виражи» — Элен[22]
- Театр Наций
  - «Женихи» — Вдова
- Театр «Миллениум»
  - «Трамвай „Желание“» — Бланш, Стелла[23]

### Фильмография
| Год       |   | Название                                     | Роль                                         |
| --------- | - | -------------------------------------------- | -------------------------------------------- |
| 1999      | с | С новым счастьем!                            | Катя                                         |
| 2000      | с | Остановка по требованию                      | Наташа Смирнова                              |
| 2001      | с | Идеальная пара                               | Виолетта                                     |
| 2001      | с | Остановка по требованию 2                    | Наташа                                       |
| 2001      | с | С новым счастьем! 2. Поцелуй на морозе       | Катя                                         |
| 2002      | с | Жизнь продолжается                           | Лида                                         |
| 2004      | с | Виола Тараканова. В мире преступных страстей | Аня Клёнова                                  |
| 2004      | ф | Егерь                                        | Аля                                          |
| 2005      | ф | Мистификация                                 | Панночка                                     |
| 2005      | ф | Мой личный враг                              | Саша Потапова                                |
| 2005      | ф | Казароза                                     | Соня                                         |
| 2006      | ф | Любовь и страхи Марии                        | Мария Алексеева                              |
| 2007      | с | Прапорщик, или «Ё-моё»                       | Анна                                         |
| 2007      | с | Сваха                                        | Анна Полонская                               |
| 2007      | с | Солдаты 12                                   | Анна, жена Шматко                            |
| 2008      | ф | Выйти замуж за генерала                      | Татьяна                                      |
| 2008      | с | Ермоловы                                     | Анна Ермолова                                |
| 2008      | с | Жаркий лёд                                   | Александра Белькевич                         |
| 2008      | с | Петровка, 38                                 | Евгения Ложкина                              |
| 2010      | с | Гадание при свечах                           | мадам Иветта                                 |
| 2010      | ф | Мамочки                                      | Инна Васильева                               |
| 2011—2017 | с | Лесник                                       | Вера Дмитриевна Большаева, сельский фельдшер |
| 2012—2013 | с | Женщины на грани                             | снималась                                    |
| 2013      | с | Ангел или демон                              | Алла Сергеевна, директор школы               |
| 2013      | с | Мама-детектив (12-я серия)                   | Татьяна Владимировна Смирнова, следователь   |
| 2016      | ф | Вселенский заговор                           | Маргарита                                    |
| 2018      | ф | Вернись в Сорренто                           | Светлана                                     |
| 2018      | ф | Родные руки                                  | Арина Коврова                                |
| 2018      | с | Презумпция невиновности                      | Инна Громова                                 |
| 2019      | ф | Маруся                                       | Анна                                         |
| 2019      | ф | Маруся 2                                     | Анна                                         |

## Озвучивание
- 2007 — Война и мир (Россия, Франция, Германия, Италия, Испания, Польша) — Мари
- 2010 — Белка и Стрелка. Звёздные собаки — собака Белка

## Дубляж
- 2014 — Принцесса Монако — Грейс Келли

## Награды и звания
- Медаль «Данк» (31 августа 2021 года, Кыргызстан) — за большой вклад в укрепление и развитие сотрудничества двух стран в области культуры и искусства в рамках перекрёстного года Кыргызстана и России[24][25].
- Заслуженная артистка Российской Федерации (27 июня 2017 года) — за заслуги в развитии отечественной культуры и искусства, средств массовой информации, многолетнюю плодотворную деятельность[26].
- Почётный деятель искусств города Москвы (21 августа 2014 года) — за большой вклад в развитие культуры и многолетнюю творческую деятельность[27].